# Candide
Candide, ou l'optimisme is een literair-filosofisch en humoristisch verhaal van Voltaire, geschreven in 1759. Het is een satire op de ideeën van de Duitse filosoof Leibniz wiens optimistische levensvisie – dit is de beste van alle mogelijke werelden – door dr. Pangloss wordt verwoord en door Voltaire genadeloos op de korrel wordt genomen.

## Inhoud
Candide is een jonge, zachtaardige, onnozele hals die woont op het kasteel van Baron Thunder-Ten-Thronckh, waar hij samen met Cunégonde (de dochter van de baron en Candides geliefde) en haar broer de lessen volgt van professor Pangloss, de leraar en filosoof op het kasteel. Omdat hij Cunégonde zoent wordt Candide uit het kasteel verdreven en gaat hij ronddwalen. Hij beleeft allerlei avonturen die hem en zijn leraar Pangloss naar diverse landen zoals Nederland, Portugal, Suriname, Eldorado, Frankrijk en Turkije brengen. Zij ontmoeten op hun reis telkens weer mensen die de vreselijkste dingen hebben meegemaakt. Maar ook henzelf blijft maar weinig bespaard. Ze ontdekken toevallig El Dorado, waar Candide steenrijk wordt, maar die rijkdommen is hij ook zo weer kwijt. Telkens weer herhaalt Pangloss dat het toch de beste van alle mogelijke werelden is.

## Achtergronden

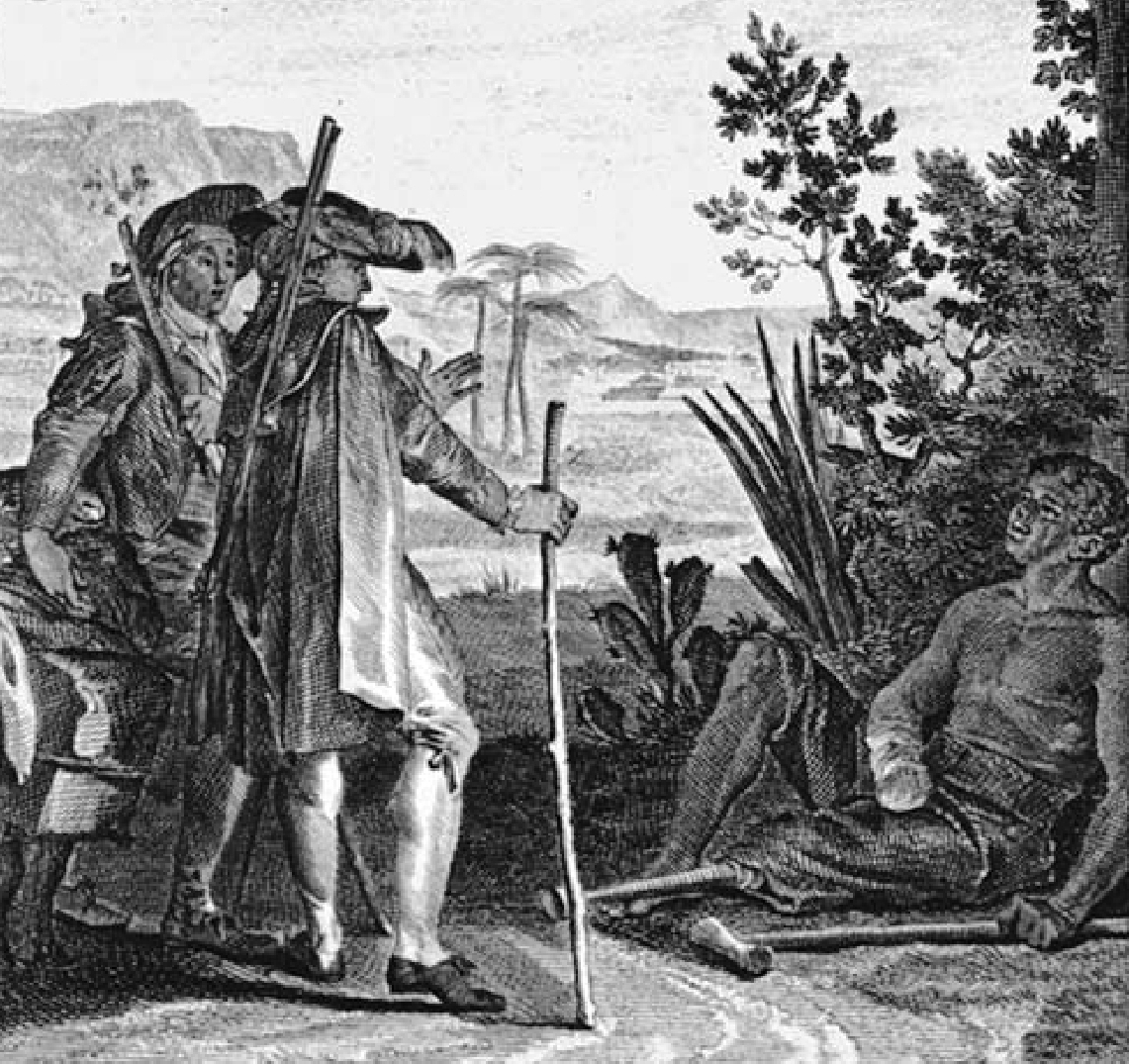
Candide ontmoet een Surinaamse slaaf

In dit verhaal bekritiseert Voltaire het optimisme en de religie. Het optimisme wordt verpersoonlijkt door de figuur Pangloss – die model staat voor de filosofie van Leibniz of zelfs voor Leibniz zelf – en het pessimisme door Martin. Voltaire drijft de spot met de leer van de filosoof Leibniz, deze houdt vast aan het principe dat deze wereld de beste van alle mogelijke werelden is. Voltaire weet wel beter: er is namelijk overal in de wereld ellende, oorlog en armoede. Door het verhaal heen wordt Candide ook steeds wijzer en ziet steeds meer in dat zijn leermeester Pangloss het niet bij het juiste eind had. De beroemde slotconclusie van Candide na zijn omzwervingen luidt: "Il faut cultiver notre jardin", een statement waarmee Voltaire vooral wil uitdrukken dat men in zijn eigen leven en omgeving kan werken aan een betere wereld en dat daar ook het menselijk geluk en voldoening in zit.

## Voltaires leer
Voltaire verwijst vaak naar de Bijbel en dit deed hij niet in de laatste plaats om het geloof op de proef te stellen. Voltaire was het namelijk niet bepaald eens met de Katholieke Kerk. Zijn bekende devies: Écrasez l'infâme (Vermorzel het eerloze) duidt op alle instellingen die niet via le bon sens (het gezonde verstand, de rede/ratio) handelen en denken.
In Candide, ou l'optimisme worden de slechte kanten van sommige naties nadrukkelijk beschreven. Onder andere de Spanjaarden moeten eraan geloven als de uitroeiing van de Incabeschaving in Peru terugkomt in het verhaal.

## Afgeleide werken
De Amerikaanse componist Leonard Bernstein baseerde zich op dit verhaal voor zijn gelijknamige musical. De première hiervan vond in 1956 plaats op Broadway.
De biologen Gould en Lewontin gebruiken de naam Pangloss in hun artikel 'The spandrels of San Marco and the Panglossian paradigm'.

## Nederlandse vertalingen
- Candide, of Het optimisme, vert. Hannie Vermeer-Pardoen, 2003
- Candide of het optimisme, vert. Hans van Pinxteren, 1994
- Candide of het optimisme, vert. Martin J. Premsela, 1952
- De gevallen van Candide, of De ongeveinsde jongeling, 1759

- Bibliothèque nationale de France: cb11957478m (data)
- Catàleg d'autoritats de noms i títols de Catalunya: 981058610795606706
- Gemeinsame Normdatei: 4284773-4
- Library of Congress Control Number: n2003077472
- Nationale Bibliotheek van Israël: 987007595288905171
- LIBRIS: 345264
- Système universitaire de documentation: 027560600
- Virtual International Authority File: 176620251